# Daniel Cosgrove
Daniel Thomas Cosgrove (født 16. december 1970 i New Haven, Connecticut, USA) er en amerikansk skuespiller som er bedst kendt for sin rolle som Matt Durning i tv-serien Beverly Hills 90210 fra 1998 til 2000.
Cosgrove voksede op i Branford, Connecticut, men flyttede senere til New York City, for at slutte sig til castet til ABC-sæbeoperaen All My Children som Scott Chandler i 1996.
 Efter 2 år i serien, forlod han i efteråret 1998 serien, for at udforske andre muligheder. Samme år flyttede han til Los Angeles for at være med i Beverly Hills 90210, for at få rollen som Matt Durning.
Han spillede Dick Bagg i komediefilmen Van Wilder (med Ryan Reynolds) fra 2002. I juni 2002 flyttede han tilbage til New York City, for at være med i tv-serien Guiding Light som Bill Lewis. Han begyndte på serien CBS-serien den 5. juni 2002, men besluttede ikke at forlænge kontrakten yderligere i oktober 2005; så hans sidste dag var den 18. oktober 2005. Senere vendte han tilbage til rollen i oktober 2007, hvilket gjorde at han blevet nomineret til sin første "Daytime Emmy"-award. 
Cosgrove flyttede senere tilbage til Californien til rollen som Jon Lemonick i tv-serien In Justice, som havde premiere på ABC januar 2006. I september gav han den som Freddie Manson i ABCs tv-dramaserie Dirty Sexy Money.

## Privat
Cosgrove giftede sig den 18. oktober 1997 med Marie. De har 3 døtre: Lily (født 2000), Esme (født 2003) og Ruby Willow (født 27. august 2005)

## Filmografi
| År        | Titel                                       | Rolle                 | Bemærkninger         |
| --------- | ------------------------------------------- | --------------------- | -------------------- |
| 1996-1998 | All My Children                             | Scott Parker Chandler | 17 episoder i serien |
| 1998      | The Object of My Affection/Manden i mit liv | Trotter Bull          |                      |
| 1998-2000 | Beverly Hills, 90210                        | Matt Durning          | 50 episoder i serien |
| 1999      | Lucid Days in Hell                          | Dean                  |                      |
| 2000      | Satan's School for Girls                    | Mark Lantch           | Tv-film              |
| 2000      | Artie                                       | Frank Wilson          |                      |
| 2001      | They Crawl                                  | Ted Gage              |                      |
| 2001      | Valentine                                   | Campbell Morris       |                      |
| 2001      | The Way She Moves                           | Jason                 | Tv-film              |
| 2001      | All Souls                                   | Dr. Brad Sterling     | 4 episoder i serien  |
| 2002      | Van Wilder                                  | Richard "Dick" Bagg   |                      |
| 2006      | In Justice                                  | Jon Lemonick          | 13 episoder i serien |
| 2007      | Mattie Fresno and the Holoflux Universe     | David                 |                      |
| 2007      | Dirty Sexy Money                            | Freddy Mason          | 7 episoder i serien  |
| 2002-2008 | The Guiding Light                           | Bill Lewis            | 84 episoder i serien |

### Nomineringer
Daytime Emmy Awards
- 2008: Nomineret: "Outstanding Supporting Actor in a Drama Series" for: The Guiding Light

## Eksternt link
- Daniel Cosgrove på Internet Movie Database (engelsk)
- Daniel Cosgrove på The Movie Database (engelsk)